# Авангард (проект)

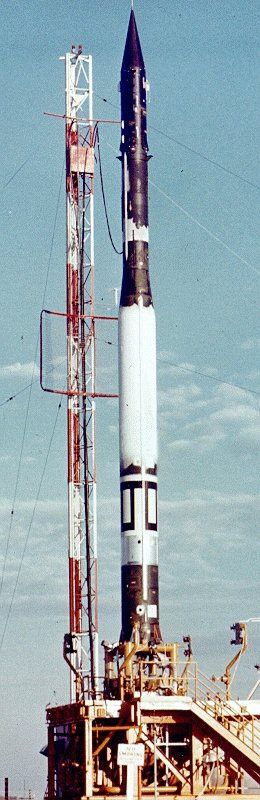
Ракета «Авангард» со спутником Авангард-1 на стартовом столе

Авангард (англ. Vanguard) — проект американской морской исследовательской лаборатории (Naval Research Laboratory (NRL)) по запуску первого в мире искусственного спутника земли, использующий для выведения на орбиту ракету «Авангард».

## История

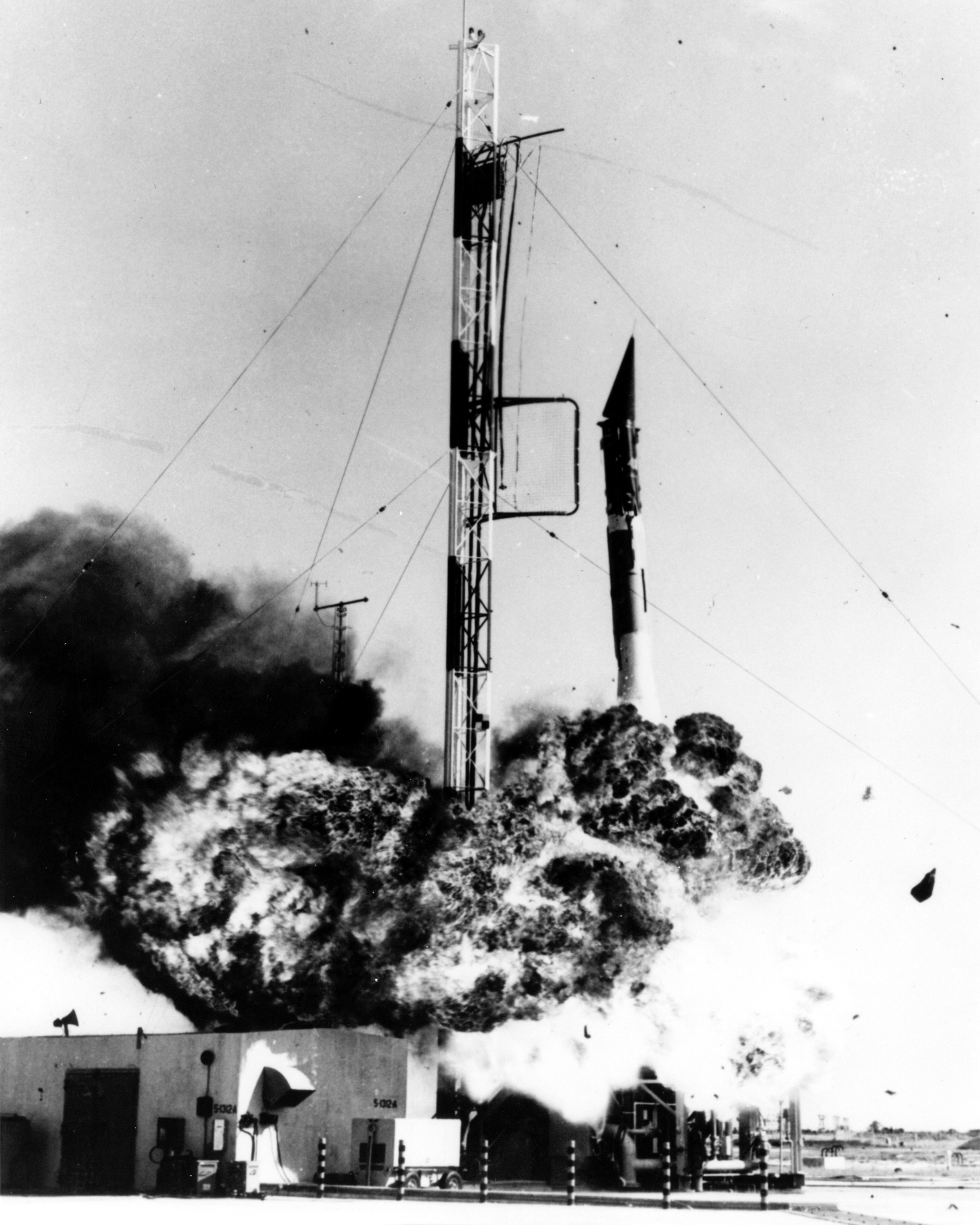
Крушение ракеты Авангард на мысе Канаверал (6 декабря 1957)

4 августа 1955 года группа консультантов, названная комитет Стюарта, одобрили заявку ВМФ США на запуск искусственного спутника Земли к международному геофизическому году. Это решение положило начало проекту «Авангард».
Изготовление ракеты-носителя для проекта было поручено компании Гленна Мартина. Первоначально стоимость была оценена в 20 миллионов долларов США. Однако общая стоимость проекта достигла 110 миллионов долларов. Задержки с испытаниями вынудили временно отказаться от запуска 10-килограммового спутника. Первые ракеты несли 1,8 кг тестовые спутники. Работы продвигались медленно. Гленн Мартин направил большинство инженеров на работу над межконтинентальной баллистической ракетой Титан-1, в которой министерство обороны США было более заинтересовано.
Ситуация изменилась 4 октября 1957 года с запуском Советским Союзом Спутника-1. В США начался Спутниковый кризис, вызванный отставанием США в космической гонке. И правительство США решило ускорить работы по запуску собственного спутника Земли.
Первый запуск «Авангарда» был назначен на 6 декабря 1957 года. Полезной нагрузкой должен был служить микроспутник Авангард TV3 массой 1,36 кг. Запуск проходил на мысе Канаверал при огромном стечении народа и прессы. Ракета смогла подняться лишь на 1,2 м, после чего накренилась и взорвалась.

## Запуски
В рамках проекта «Авангард» запущены 3 спутника из 11 стартов:
| Список запусков ракеты «Авангард» | Список запусков ракеты «Авангард» | Список запусков ракеты «Авангард» | Список запусков ракеты «Авангард» | Список запусков ракеты «Авангард»                                               |
| № Запуска                         | Дата (UTC)                        | Полезная нагрузка                 | Результат                         | Примечания                                                                      |
| --------------------------------- | --------------------------------- | --------------------------------- | --------------------------------- | ------------------------------------------------------------------------------- |
| 0                                 | 23 октября 1957 года              | Авангард TV2                      | Успех                             | Испытательный суборбитальный запуск ракеты с макетами второй и третьей ступеней |
| 1                                 | 6 декабря 1957 года               | Авангард TV3                      | Провал                            |                                                                                 |
| 2                                 | 5 февраля 1958 года               | Авангард TV3 Backup               | Провал                            |                                                                                 |
| 3                                 | 17 марта 1958 года                | Авангард-1 (TV4)                  | Успех                             |                                                                                 |
| 4                                 | 29 апреля 1958 года               | Авангард TV5                      | Провал                            |                                                                                 |
| 5                                 | 28 мая 1958 года                  | Авангард SLV-1                    | Провал                            |                                                                                 |
| 6                                 | 26 июня 1958 года                 | Авангард SLV-2                    | Провал                            |                                                                                 |
| 7                                 | 26 сентября 1958 года             | Авангард SLV-3                    | Провал                            |                                                                                 |
| 8                                 | 17 февраля 1959 года              | Авангард-2 (SLV-4)                | Успех                             |                                                                                 |
| 9                                 | 14 апреля 1959 года               | Авангард SLV-5                    | Провал                            |                                                                                 |
| 10                                | 22 июня 1959 года                 | Авангард SLV-6                    | Провал                            |                                                                                 |
| 11                                | 18 сентября 1959 года             | Авангард-3 (SLV-7)                | Успех                             |                                                                                 |